# 北鎌尾根

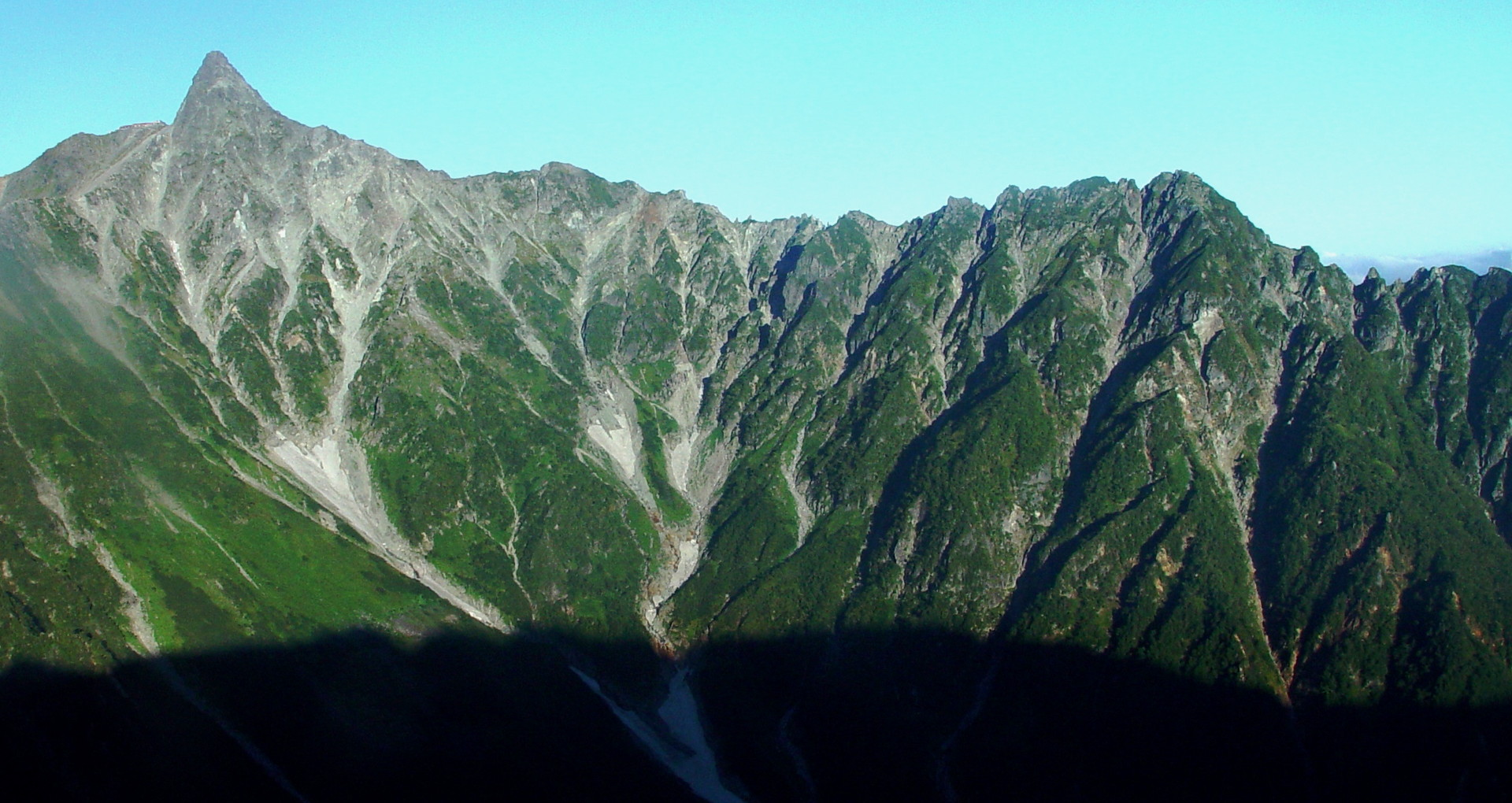
西岳から望む北鎌尾根、左の鋭く尖ったピークが槍ヶ岳、右のピークが北鎌独標

北鎌尾根（きたかまおね）は、飛騨山脈（北アルプス）南部の槍ヶ岳から北に伸びる尾根である。槍ヶ岳への登路のひとつとして用いられるが、非常に険しい道のりであり、上級者向けのルートである。独標の標高は2,899 m。

## 解説
槍ヶ岳への一般的な登路としては上高地や新穂高温泉などからの登山道があるほか、槍ヶ岳から東に延びる東鎌尾根には表銀座と呼ばれる中房温泉からの登山道が整備されている。また槍ヶ岳から西の双六岳へ延びる西鎌尾根の烏帽子岳へと続く稜線伝いには、裏銀座と呼ばれる登山道がある。一方、北鎌尾根には登山道がないため、完全なバリエーションルートであり、通過には岩登りの技術および装備、ルートファインディング能力を必要とする。

## 歴史
- 1920年（大正9年）7月18日に、信濃山岳会に属していた土橋荘三が、案内人小林喜作とともに初登攀。
- 1922年（大正11年）7月5日に、早稲田大学と学習院の山岳部が日を同じくして登頂。
- 1936年（昭和11年）に、加藤文太郎が遭難死。
- 1949年（昭和24年）に、松濤明が遭難死。

## 登路
古くからの登路は湯俣からのものである。すなわち、信濃川水系の高瀬渓谷を遡上し、湯俣から水俣川を遡り、千天出合へと進み、北鎌尾根に取り付くルートである。他の登路としては、水俣乗越から天上沢もしくは大天井岳から貧乏沢を下降し、北鎌沢を登るというものがある。いずれも険しいルートであることに違いはない。途中の北鎌平には碑が設置されている。稜線上に山小屋やキャンプ指定地はない。

## 各方面からの北鎌尾根

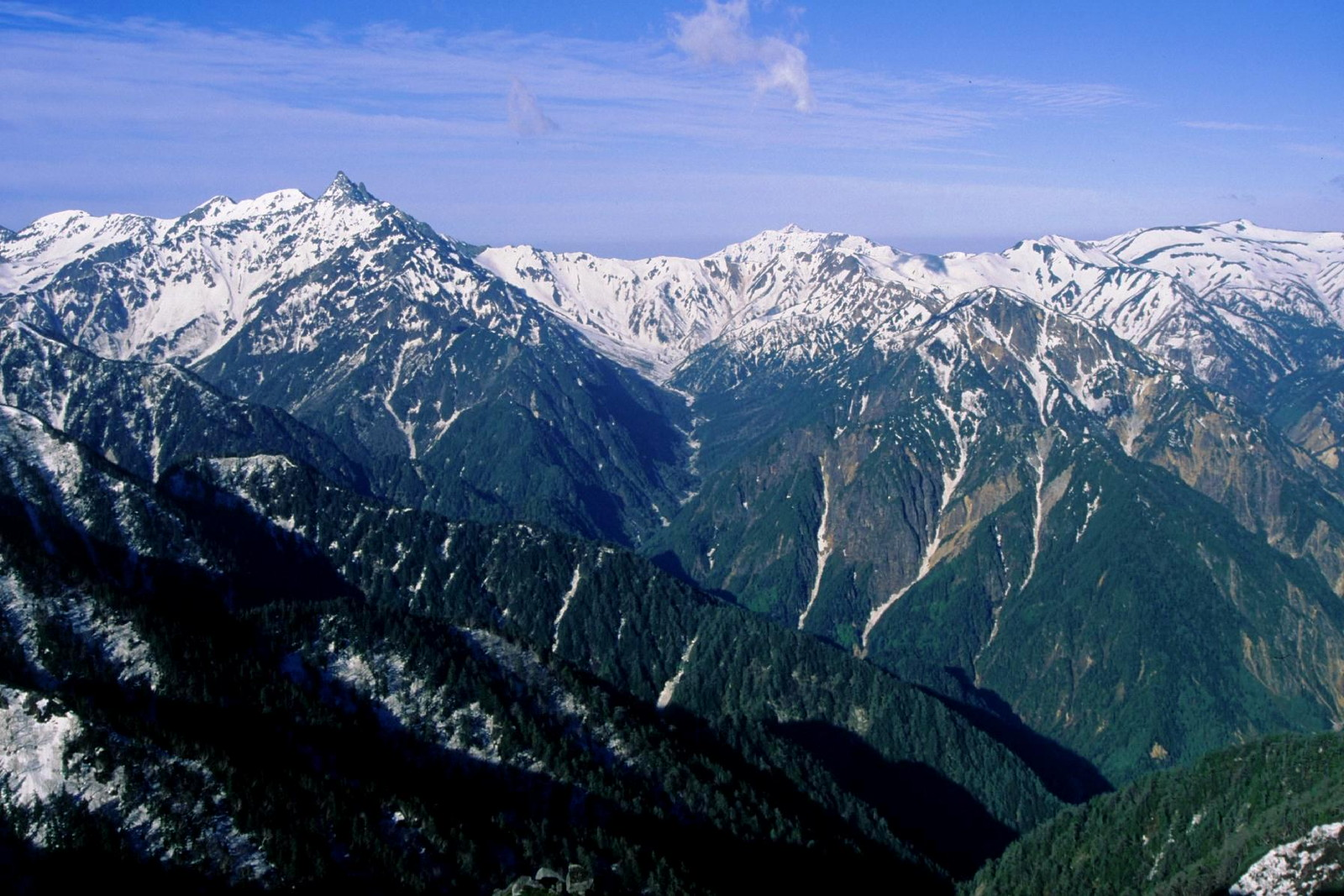
東の燕岳から望む北鎌尾根、遠景は裏銀座
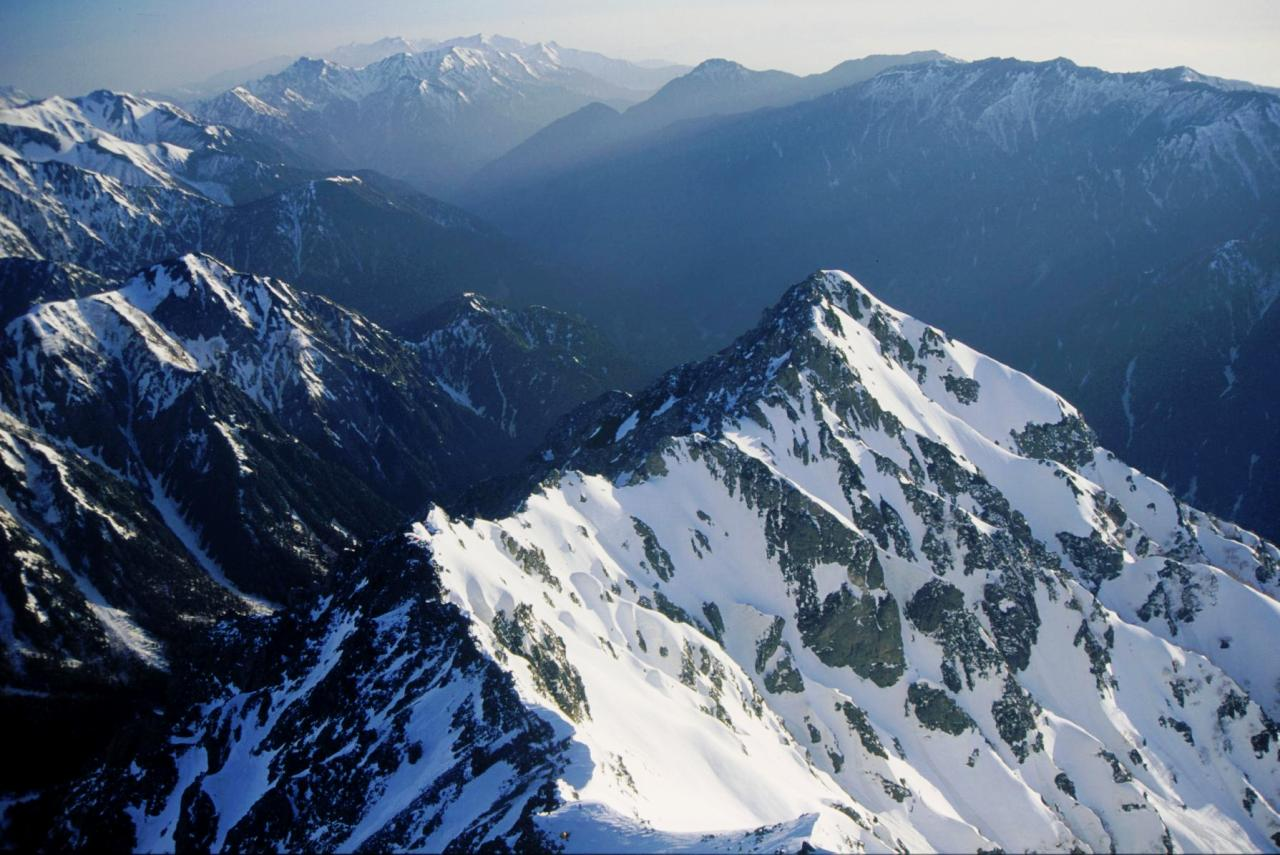
南の槍ヶ岳から望む北鎌独標、遠景は後立山連峰
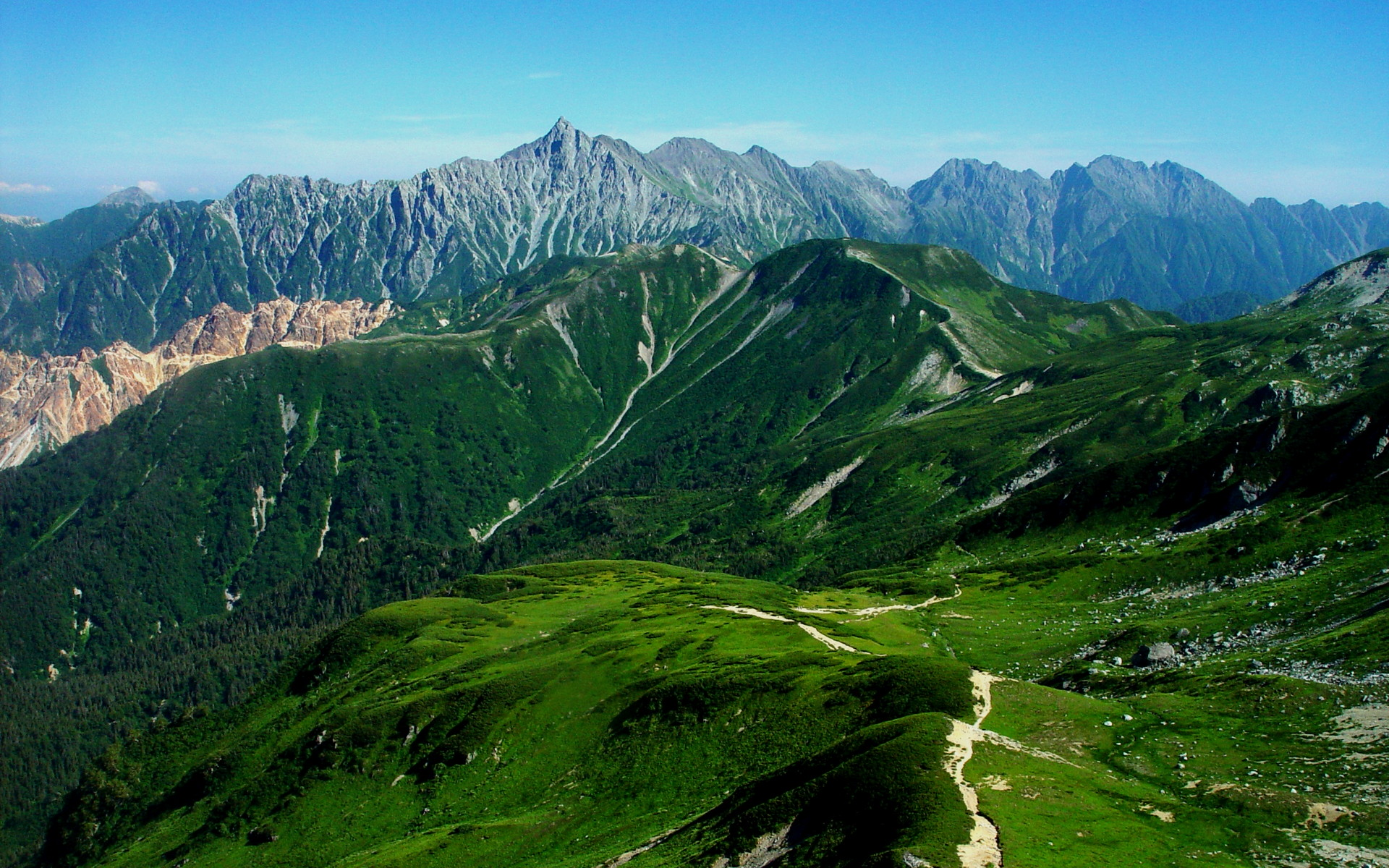
西の三俣蓮華岳から望む北鎌尾根と穂高岳
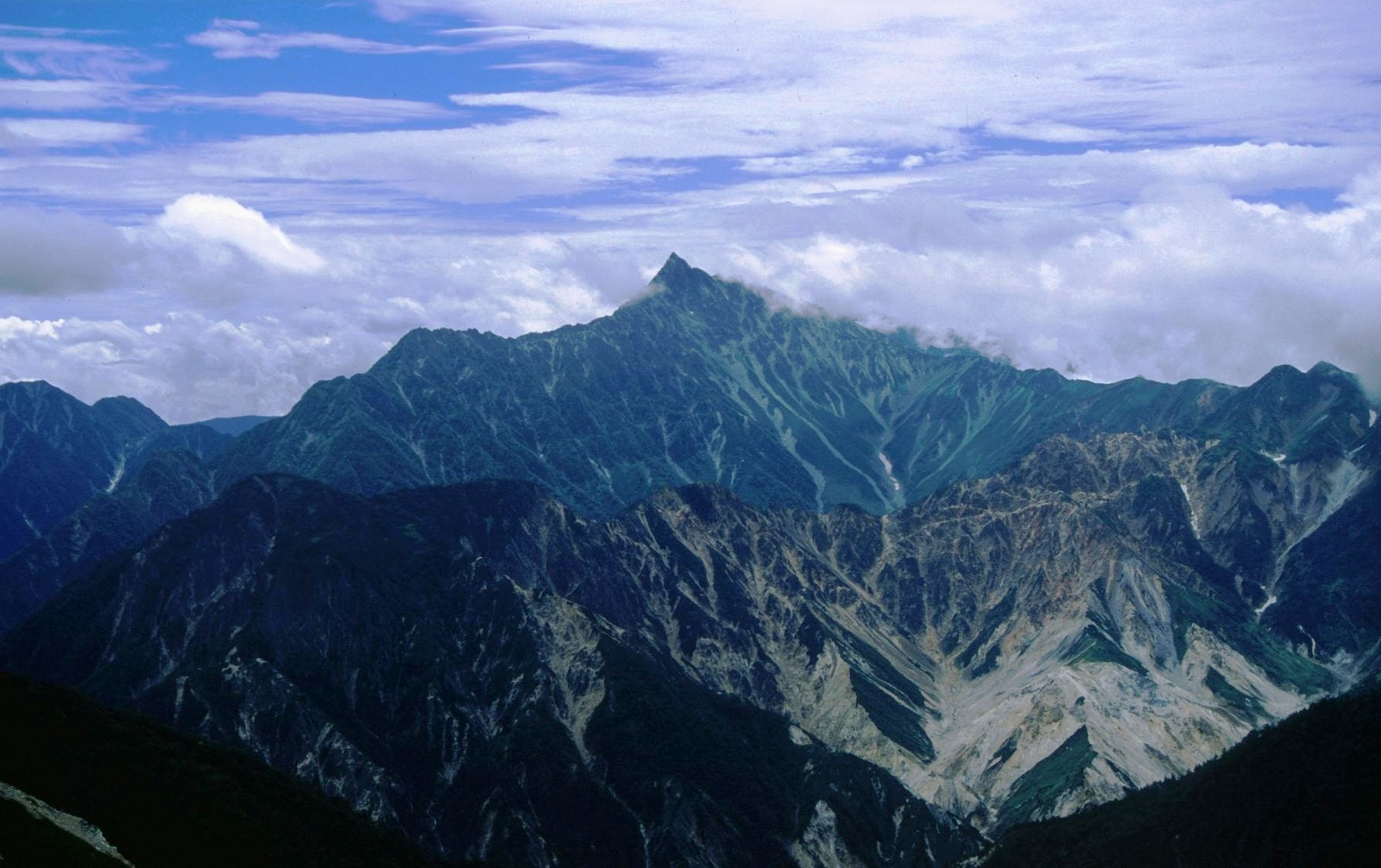
北の野口五郎岳から望む北鎌尾根と西鎌尾根

## 関連図書
- 松濤明『新編・風雪のビバーク』山と溪谷社、2010年11月、ISBN 978-4635047265
- 加藤文太郎『新編・単独行』山と溪谷社、2010年11月、ISBN 978-4635047258